# Albert Dupré

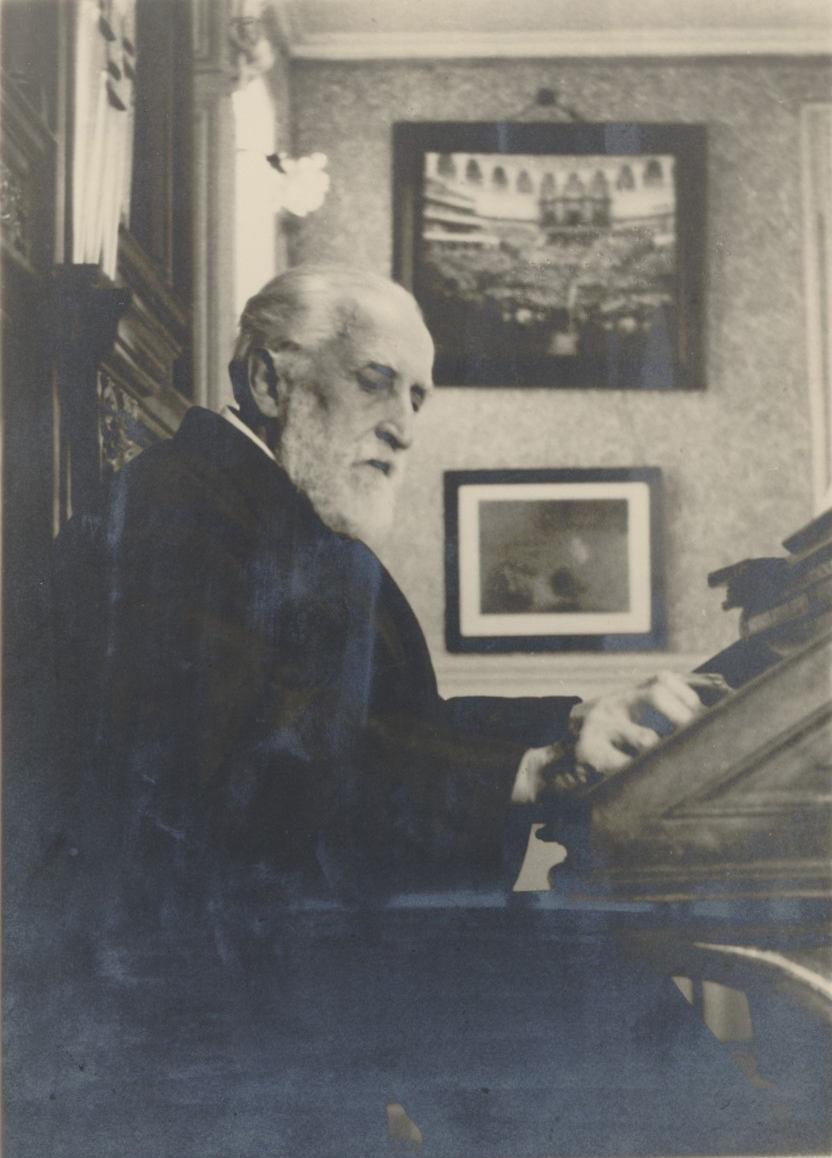
Albert Dupré 1030

Albert Dupré (* 10. September 1860 in Rouen; † 5. Juli 1940 in Meudon) war ein französischer Musikpädagoge, Organist und Chorleiter.

## Leben
Albert Dupré war Sohn von Aimable und Marie Dupré. Sein Vater Aimable war Organist an Saint-Nicaise und St-Maclou in Rouen. Neben dem Orgelspiel pflegte dieser das Musizieren auf dem Waldhorn, der Klarinette und dem Klavier. Des Weiteren hatte er sich eine Hausorgel gebaut und pflegte Kontakt zum Orgelbauer Aristide Cavaillé-Coll.
Albert Dupré zeigte schon als Kind musikalisches Talent. 1880 besuchte er in Paris den Orgelbauer Cavaillé-Coll, welcher ihm die Gelegenheit vermittelte, dem Organisten Alexandre Guilmant vorzuspielen. Dieser empfahl ihm, noch ein oder zwei Jahre an seiner Klaviertechnik zu arbeiten. In der Folgezeit nahm er Unterricht bei Aloys Klein, dem Organisten der Kathedrale von Rouen. 1881 wurde er Assistent seines Vaters an St-Maclou. Ab 1883 reiste er für sieben Jahre einmal im Monat nach Paris zum Unterricht bei Guilmant. Am 30. Oktober 1884 heiratete er die Cellistin und Pianistin Alice Chauvière; Alexandre Guilmant fungierte als Organist und Trauzeuge.
1886 wurde Albert Dupré zum Organisten der Cavaillé-Coll-Orgel der Église de l’Immaculée-Conception in Elbeuf ernannt.  1889 erfolgte die Berufung zum Musiklehrer am Lycée Corneille, 1911 die Ernennung zum Organisten der Abteikirche St-Ouen, ein Amt, welches er 28 Jahre versah. 1897 gründete er in Rouen den Chor Accord Parfait, welcher bald über 100 Mitglieder zählte und der bis 1931 bestand. Zusätzlich zum Chor gründete er 1908 ein Orchester mit 60 Spielern. Mit diesen Gruppierungen führte er zahlreiche Chorwerke auf, darunter den Messias von Händel, die Jahreszeiten von Haydn, Bachs  Weihnachtsoratorium und die Johannespassion.
Albert Dupré war Vater des Organisten Marcel Dupré. Schüler von Dupré war Marcel Lanquetuit, welcher ihm seine Toccata en Ré Majeur pour Grand-Orgue widmete.

## Hausorgel
1896 wurde von dem Orgelbauer Cavaillé-Coll für Albert Dupré eine Hausorgel erbaut und in dessen Haus in Rouen aufgestellt. Sein Sohn Marcel Dupré schenkte dieses Instrument später der Kathedrale von Rouen, wo es seitdem als Chororgel dient. Es hat elf Register auf zwei Manualwerken und Pedal.
| I Grand Orgue C–g3 |          |    |
| 1.                 | Montre   | 8′ |
| 2.                 | Boudon   | 8′ |
| 3.                 | Prestant | 4′ |

| II Récit expressif C–g3 |                 |    |
| 4.                      | Cor de Nuit     | 8′ |
| 5.                      | Dulciane        | 8′ |
| 6.                      | Unda Maris      | 8′ |
| 7.                      | Flûte           | 4′ |
| 8.                      | Trompette       | 8′ |
| 9.                      | Basson-hautbois | 8′ |
|                         | Tremolo         |    |

| Pédalier C–g1 |          |     |
| 10.           | Soubasse | 16′ |
| 11.           | Basson   | 16′ |

- Koppeln: II/I, I/P, II/P
- Spielhilfen: Appel et renvoi Nr. 1 und 3, Appel Nr. 8, Appel Nr. 11